# Halmyrapseudes bahamensis
Halmyrapseudes bahamensis är en kräftdjursart som beskrevs av Mihai Bacescu och Modest Gutu 1974. Halmyrapseudes bahamensis ingår i släktet Halmyrapseudes och familjen Parapseudidae. Inga underarter finns listade i Catalogue of Life.